# ウンターエンジンゲン

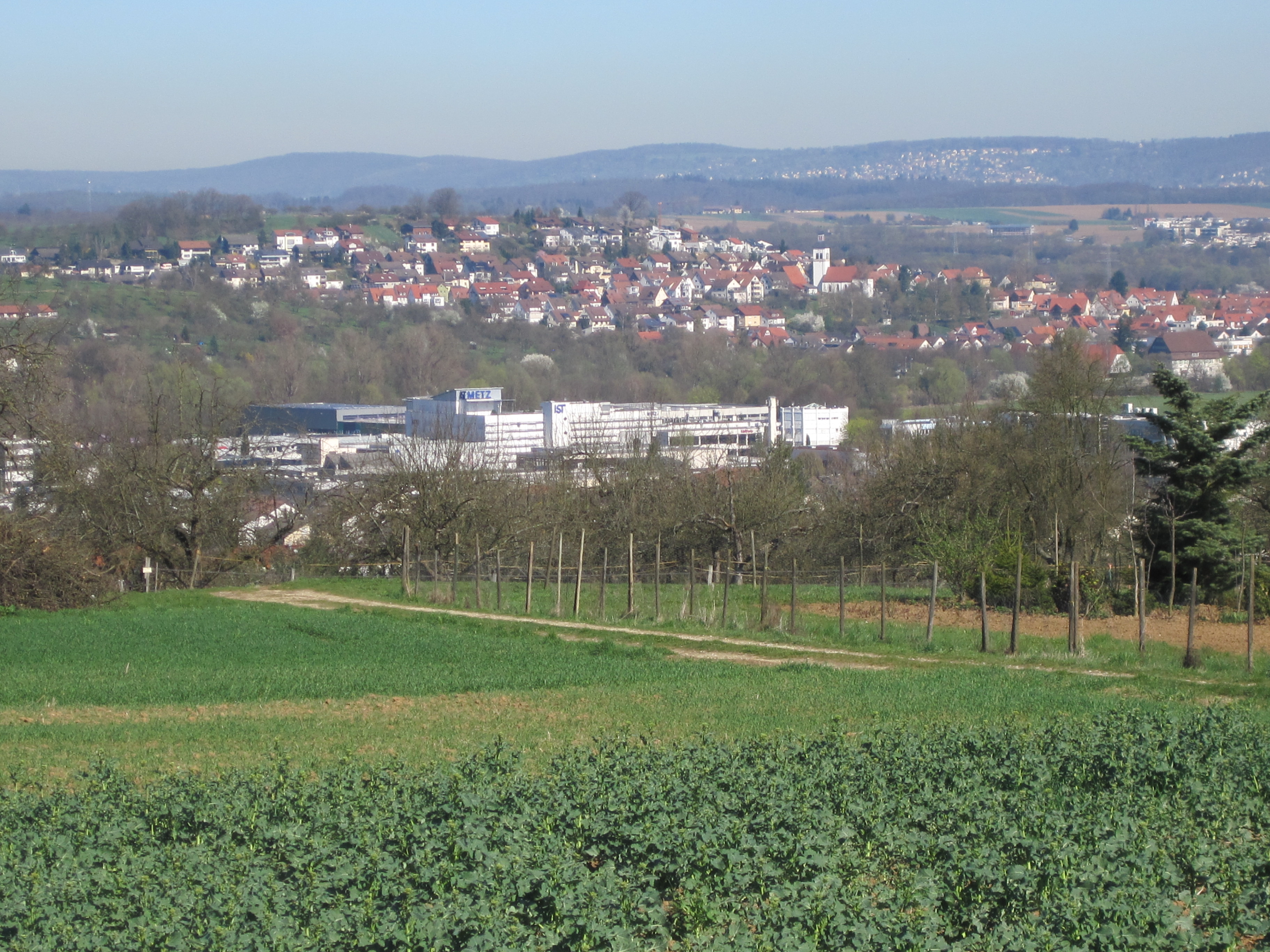
ウンターエンジンゲンのパノラマ

ウンターエンジンゲン (ドイツ語: Unterensingen) は、ドイツ連邦共和国バーデン＝ヴュルテンベルク州シュトゥットガルト行政管区のエスリンゲン郡に属す町村（以下、本項では便宜上「町」と記述する）である。郡庁所在地のエスリンゲン・アム・ネッカーから 18 km、ニュルティンゲンからは 4 km に位置する。この町は、シュトゥットガルト地方（1992年まではミッテレラー・ネッカー地方）およびシュトゥットガルト大都市圏に属す。

## 地理

### 位置
ウンターエンジンゲンは、ニュルティンゲン＝エスリンゲン・ネッカータールのネッカー川上流左岸、すなわち西側に位置している。ニュルティンゲンの北北西約 3 km、郡庁所在地のエスリンゲン・アム・ネッカーの南東約 10 km（いずれも直線距離）にある。元は谷の斜面に集落があったが、20世紀後半から谷底の草地の開発が行われた。

### 隣接する市町村
ウンターエンジンゲンは、北はケンゲン、東はヴェンドリンゲン・アム・ネッカー、南東はオーバーボイヒンゲン、南はニュルティンゲン、西はヴォルフシュルーゲンおよびノイハウゼン・アウフ・デン・フィルデルン、北西はデンケンドルフ（いずれもエスリンゲン郡）と境を接している。

### 自治体の構成
自治体ウンターエンジンゲンには、ウンターエンジンゲン地区とゲヘフト・リンデンホーフが属している。

### 土地利用
2020年現在のこの町の用途別土地面積および占有率は以下の通りである。
| 用途         | 面積 (ha) | 占有率 (%) |
| ------------ | --------- | ---------- |
| 住宅用地     | 56        | 7.4        |
| 商工業用地   | 19        | 2.6        |
| レジャー用地 | 11        | 1.4        |
| 交通用地     | 83        | 11.0       |
| 農業用地     | 343       | 45.4       |
| 森林         | 197       | 26.1       |
| 水域         | 21        | 2.8        |
| その他       | 26        | 3.4        |
| 合計         | 756       | 100.0      |

## 歴史

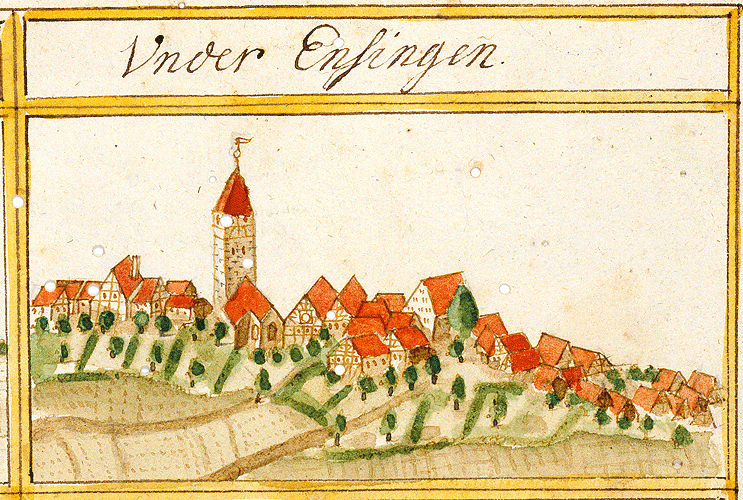
1683年頃にアンドレアス・キーザーが描いたウンターエンジンゲンの絵図

### 概要
エンジンゲンは、1124年に初めて文献に記録されている。オーバーエンジンゲン（現在はニュルティンゲン市の一部）とウンターエンジンゲンとの分離は1358年から確認されている。両エンジンゲンは元々テック公の支配下にあり、中世後期にヴュルテンベルク伯領となり、アムト・ニュルティンゲンに編入された。1806年に建国されたヴュルテンベルク王国の新しい行政組織が適用された後もアルトヴュルテンベルクのウンターエンジンゲンは引き続きオーバーアムト・ニュルティンゲンに属した。ナチ時代のヴュルテンベルクの郡再編によりウンターエンジンゲンは1938年に、それまでのオーバーアムトの権利を継承して新設されたニュルティンゲン郡に組み込まれた。1945年にこの町はアメリカ管理地区の一部となり、新設されたヴュルテンベルク＝バーデン州に属した。1952年にこの州からバーデン＝ヴュルテンベルク州が形成された。バーデン＝ヴュルテンベルク州の郡域再編によりウンターエンジンゲンは1973年にエスリンゲン郡に属すこととなった。

## 住民

### 宗教
宗教改革以降、ウンターエンジンゲンでは福音主義が主流である。第二次世界大戦後に故郷を逐われた人々が移住して以来、この町でもカトリック信者が増加し、ケンゲンの信仰をともにする人々と共同で教会組織を形成した。

### 人口推移
人口調査結果 (*) または州統計局の公式研究結果に基づく人口推移を以下に示す（この町を主たる住所地とする人口）。
| 時期           | 人口（人） |
| -------------- | ---------- |
| 1834年12月3日* | 833        |
| 1871年12月1日* | 821        |
| 1900年12月1日* | 805        |
| 1939年5月17日* | 1,067      |
| 1950年9月13日* | 1,549      |
| 1961年6月6日*  | 2,101      |
| 1970年5月27日* | 3,303      |
| 1987年5月25日* | 3,927      |
| 1991年12月31日 | 4,194      |
| 1995年12月31日 | 4,366      |
| 2000年12月31日 | 4,479      |
| 2005年12月31日 | 4,515      |
| 2010年12月31日 | 4,577      |
| 2015年12月31日 | 4,782      |
| 2020年12月31日 | 4,921      |

## 行政

### 行政共同体
ウンターエンジンゲンはニュルティンゲンを含む行政共同体に参加している。

### 議会
ウンターエンジンゲンの町議会は14議席からなる。町議会は、これらの選出された名誉職の議員と議長を務める町長とで構成される。町長は町議会において投票権を有している。

### 首長
1830年までウンターエンジンゲンの首長は「シュルタイス」と呼ばれていた。第二次世界大戦以後の町長を列記する。
- 1945年 - 1946年: ヘルマン・シュミット（委嘱）
- 1946年 - 1966年: イマヌエル・プフィステラー
- 1966年 - 1994年: ヴァルター・シュトラウプ
- 1994年 - : ジークハルト・フリッツ

ジークハルト・フリッツは、2017年12月に 76.45 % の支持票を獲得して4期目の当選を果たした。

### 紋章
図柄: 紋章頂部は、金地（黄色地）に黒い鹿の角が横たわっている。その下の主部は青地に4本スポークと8つのバスケットを持つ水車の車輪。水車の車輪は水車所在地としてのウンターエンジンゲンの重要性を示しており、鹿の角は何世紀にもわたってヴュルテンベルクに帰属していた事を表している。

### 姉妹自治体
- Mecseknádasd（ハンガリー、バラニャ県）1989年[7]

## 経済と社会資本

### 交通
ウンターエンジンゲンは、連邦道313号線（B313、プロヒンゲン - テュービンゲン）によって全国的な道路網に接続している。連邦アウトバーン8号線（A8号線）は、2 km 離れた場所を通っており、ヴェンドリンゲン・インターチェンジを利用して往来が可能である。
ヴェンドリンゲンおよびニュルティンゲン行きの路線バス 184号が VVS によって運行されている。ニュルティンゲンではシュトゥットガルト - テュービンゲン間のレギオナルバーンに、ヴェントリンゲンではキルヒハイム/テックからヘレンベルクへのシュトゥットガルトSバーンS1号線に接続する。

### 地元企業
たとえばシュヴァルコ・トラフィック・ホールディングス、シュヴァルコ・トラフィック・システムス GmbH（2010年9月1日まではジグナールバウ・フーバー GmbH）あるいはツィンコ GmbH といった国際的に活動している中規模企業がウンターエンジンゲンに本社を置いている。B313号線、A8号線にすぐに接続できること、シュトゥットガルト空港に近いことといった交通の便が良いことがウンターエンジンゲンの経済的立地条件を魅力的なものにしている。

### 教育
ウンターエンジンゲンには基礎課程学校が1校ある。この他に幼稚園が3園ある。

## 文化と見所

### 博物館
旧学校のグスタフ＝ケムナー室には、このウンターエンジンゲンの有名な芸術家の作品が展示されている。

### スポーツ
SKV ウンターエンジンゲンは1946年に設立されたスポーツクラブで、特にヴュルテンベルクリーガでプレイするハンドボール部門によって全国的に知られている。1993年にサッカー部門が廃止されたため、FC ウンターエンジンゲンが設立されたが、2018年に再び活動を停止した。
ウンターエンジンゲンでは定期的にインラインスケート・スラロームのヨーロッパ選手権が開催されている。

## 関連図書
- Hans Schwenkel (1953). Heimatbuch des Kreises Nürtingen. Band 2. Würzburg. pp. 1121–1143
- Gerhard Hergenröder (1995). Unterensingen: Geschichte einer Gemeinde. Gemeinde Unterensingen. ISBN 978-3-925589-13-3
- Landesarchiv Baden-Württemberg i. V., Landkreis Esslingen, ed (2009). Der Landkreis Esslingen, Band 2. Ostfildern: Jan Thorbecke Verlag. p. 423. ISBN 978-3-7995-0842-1
- August Friedrich Pauly, ed (1848). “Unter-Ensingen”. Beschreibung des Oberamts Nürtingen. Die Württembergischen Oberamtsbeschreibungen 1824–1886. Band 25. Stuttgart / Tübingen: Cotta’sche Verlagsbuchhandlung. pp. 220–222